# Eugen Wörle
Eugen Wörle (* 3. Jänner 1909 in Bregenz; † 14. Dezember 1996 in Wien) war ein österreichischer Architekt.

## Leben
Eugen Wörle studierte an der Akademie der bildenden Künste Wien und absolvierte die Meisterschule Clemens Holzmeisters, in dessen Atelier er dann arbeitete. Ab 1936 war er ständiger Mitarbeiter und Kompagnon Max Fellerers.
Eugen Wörle ruht auf dem Wiener Zentralfriedhof in einem ehrenhalber gewidmeten Grab (Gruppe 40, Nummer 60).

## Auszeichnungen
- 1956 Preis der Stadt Wien für Architektur[1]
- Österreichischer Bauherrenpreis 1969 für das Terrassenhaus ›An der goldenen Stiege‹ in Mödling

## Werke
In der Gemeinschaft mit Max Fellerer entstanden unter anderem:
- Wohnhausanlage in der Per Albin Hansson-Siedlung
- Strandbad Gänsehäufel
- Parkhotel Mirabell
- Kongresshalle in Salzburg
- Neubau des Finanzministeriums und der Akademie für angewandte Kunst
- Wiederaufbau des Parlaments
- Haas-Haus auf dem Stephansplatz